# برون‌سپاری فرایندهای تجاری
برون‌سپاری فرایندهای تجاری (به انگلیسی: Business Process Outsourcing) گونه‌ای از برون‌سپاری است، که در پی آن، بخشی از عملیات یک شرکت، با تصمیم مدیران آن، به ارائه‌دهندگان خدمات شخص ثالث سپرده می‌شود. پس از برون‌سپاری، این ارائه‌کننده خدمات است، که مسئولیت و اجرای وظایف مورد نظر را، در سیستم خود و در انطباق با استانداردهای توافق شده و سقف هزینه ضمانت شده، مدیریت می‌کند.
اجرای عملیات برون‌سپاری فرایندهای تجاری در درجه اول مستلزم نگاهی دقیق به فرایندهای تشکیل دهنده حوزه تجاری و واحدهای کاری مربوط به آن‌ها بوده و پس از آن، به کار با ارائه کنندگان خدمات برای برون‌سپاری این کارها می‌پردازد. کارهایی مثل تولید و راهبری حوزه فناوری اطلاعات، مدیریت دعاوی، منابع انسانی، امور مالی، از جمله فرایندهایی هستند که بیشترین حوزه برون‌سپاری را به خود اختصاص می‌دهند. اغلب مذاکرات مربوط به توافقات برون‌سپاری (BPO) به وسیلهٔ مدیران اجرایی صورت می‌گیرد، که با موضوع مورد برون‌سپاری، در حد کافی مرتبط نیستند.